# Tonnelier
Cet article concerne le métier. Pour le patronyme, voir Tonnelier (patronyme).

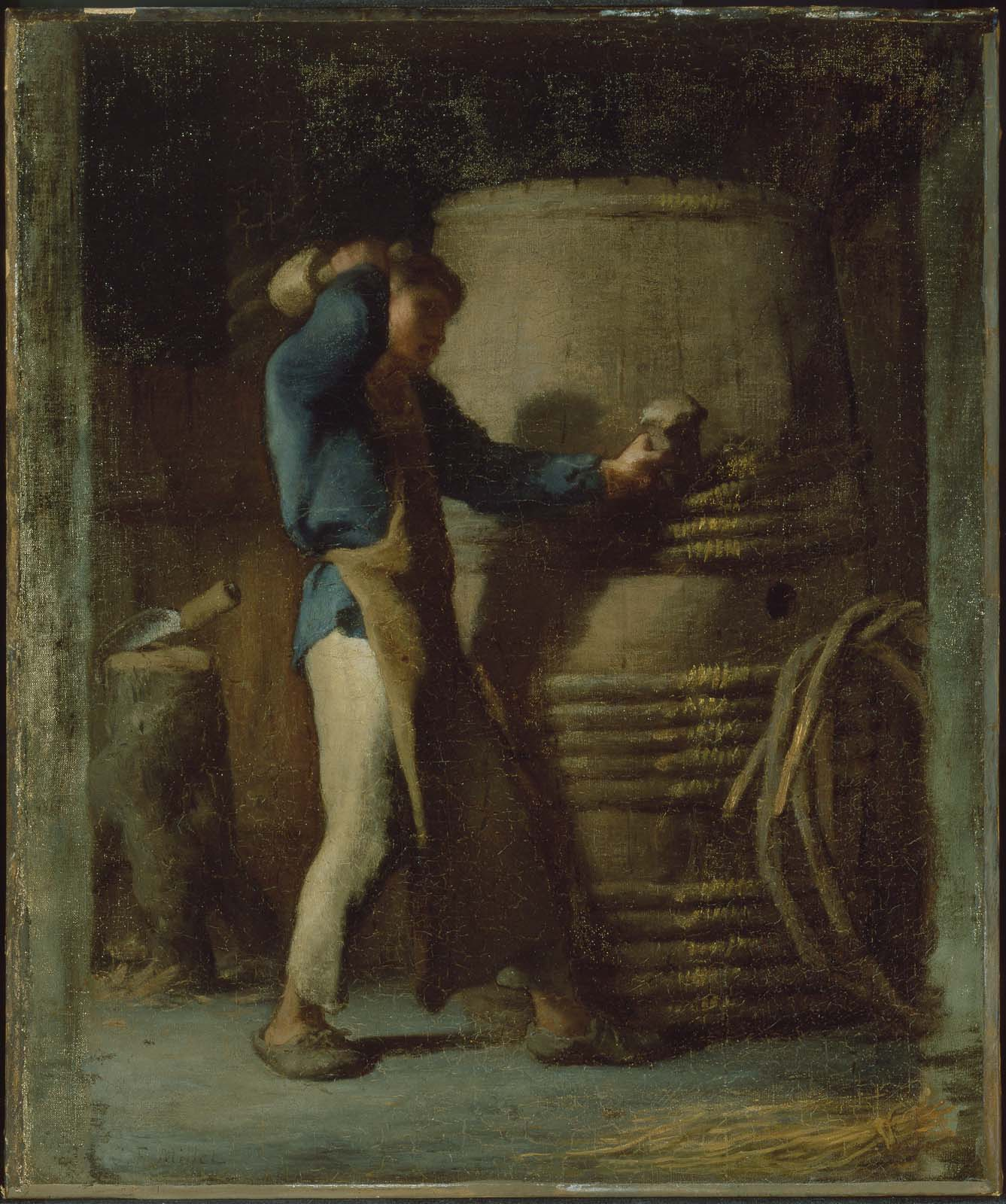
Tonnelier resserrant un cordage sur un tonneau
Jean-François Millet, 1848-1852
Musée des Beaux-Arts (Boston).

Le tonnelier est un artisan qui confectionne des tonneaux (fûts en bois). Tout le savoir-faire du tonnelier est réuni dans cet objet pratique et nécessaire. Son coup de main et son coup d'œil feront la bonne barrique qui permettra le vieillissement du vin, de la bière ou de l'alcool. 
Il travaille dans une tonnellerie, et se fournit en bois auprès d'un merrandier.

## Histoire
« Comment a-t-on pu imaginer de faire tenir un liquide dans un montage de morceaux de bois fort difficile à assembler ? La plus grande partie des inventions humaines figurait déjà dans la nature : la maison, c'est la grotte, le bateau, c'est le tronc d'arbre qui flotte, même la roue, c'est le soleil qui roule dans l'espace. Le récipient naturel, c'est l'amphore, le vase fabriqué à l'image d'une pierre creuse, en moulant l'argile humide, ou bien c'est l'outre que l'on trouve toute faite en creusant la peau d'un bouc. Mais la barrique est bien une invention de poètes, l'imagination d'un peuple de rêveurs, insoucieux du temps et de la vie pratique, nos ancêtres les Celtes. »
Le tonneau est connu en Europe depuis plus de 2 000 ans, inventé par les Gaulois. Il servit d'abord à stocker des produits solides comme les grains, les salaisons ou même les clous, mais également des liquides par la suite (vin, bière, cidre, eau) ; l'étanchéité du récipient s'étant améliorée avec le savoir-faire.

Descriptif des parties composantes d'un tonneau.

D'abord appelé charpentier de tonneau, les maîtres tonneliers « tonloiers » ou « barilliers » étaient déjà réunis en corporation au IXe siècle. Au XIIIe siècle, ils remirent leurs statuts pour approbation en même temps que 121 autres corps de métiers. En 1444, Charles VII de France confirma les statuts des tonneliers ou barilliers (les tonneliers charpentiers ou foudriers ont pour leur part été rattachés à la corporation des charpentiers dès le Xe siècle). Il donne par la même occasion aux tonneliers barilliers le privilège de déchargeurs de vin : ils sont les seuls à avoir le droit de débarquer le vin qui arrive par bateau.
Au Moyen Âge, les rois avaient leurs propres tonneliers, chargés d'entretenir les barils et les muids. Ils faisaient aussi fonction d'échanson (fonction historiquement avérée du règne de Charlemagne à celui de saint Louis). 
Les maîtres brasseurs, alors organisés en corporation avaient également le métier de tonnelier pendant la saison chaude, durant laquelle le brassage était interdit. 
Les fabrications des tonneliers étaient nombreuses : baquets, bailles, baignoires, barattes, barils, barillets, cuveaux, seaux, seillons, hottes et bien sûr tonneaux. Le tonnelier de village était pratiquement le seul à fabriquer des tonneaux ou à réparer les vieux fûts des vignerons. Il était payé à la pièce.
La barrique a été inventée par les Celtes et adoptée par les Romains comme l'attestent des bas-reliefs de scènes de halage avec les tonneaux bien visibles sur les embarcations datant du Ier siècle av. J.-C. Et depuis plus de 2 000 ans, les tonneaux ont servi de contenant à diverses denrées. 

Portes de tonneliers
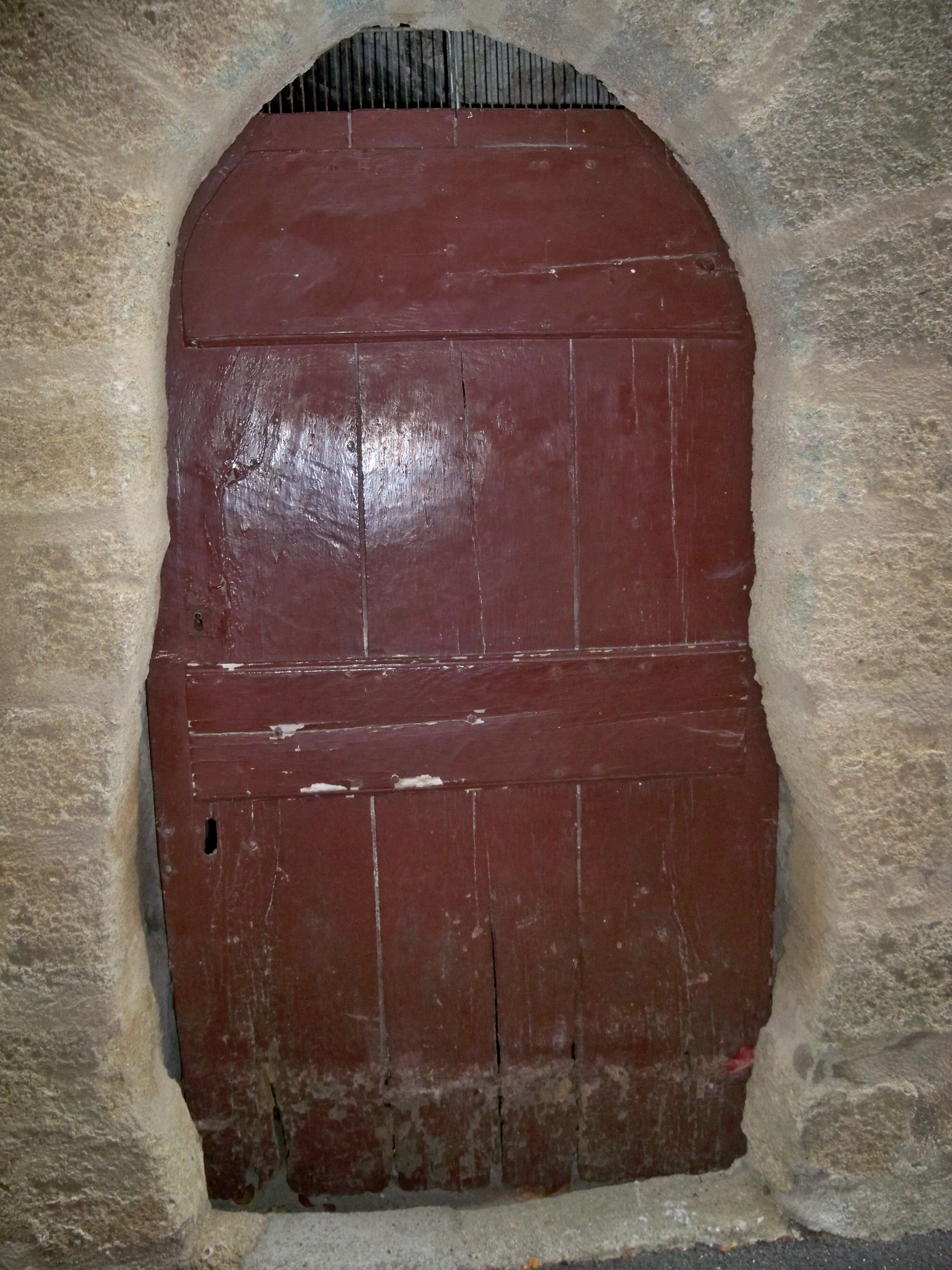
Viens (XVe siècle)
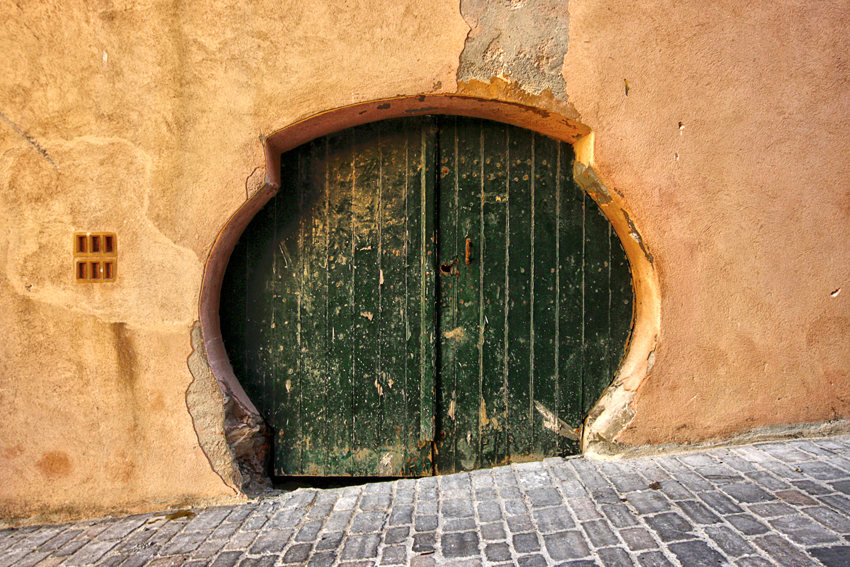
Grand cellier, XVIIIe siècle Saint-Tropez

Fabrication des tonneaux
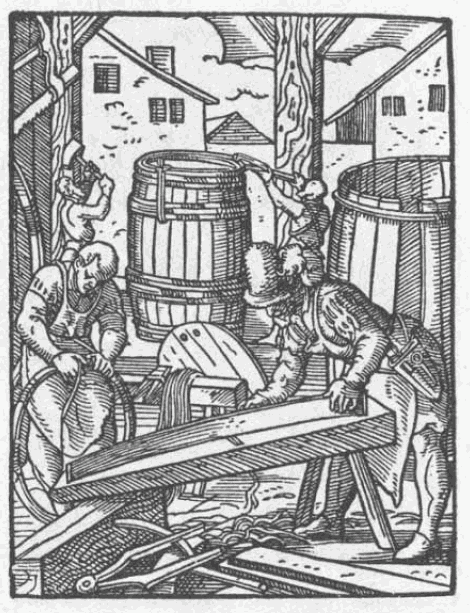
Gravure de 1568 Allemagne
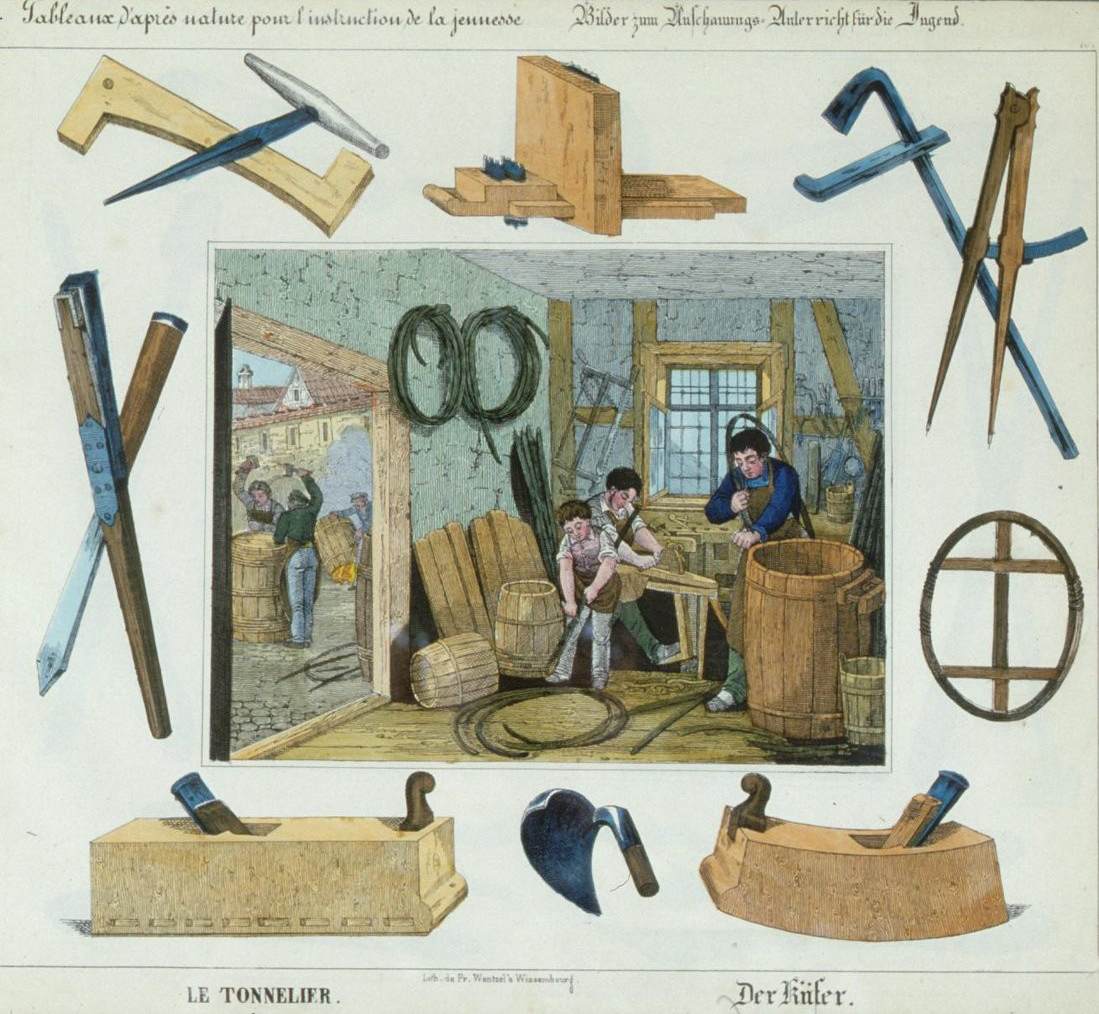
Le tonnelier et ses outils (Jean Frédéric Wentzel, 1847[3]).
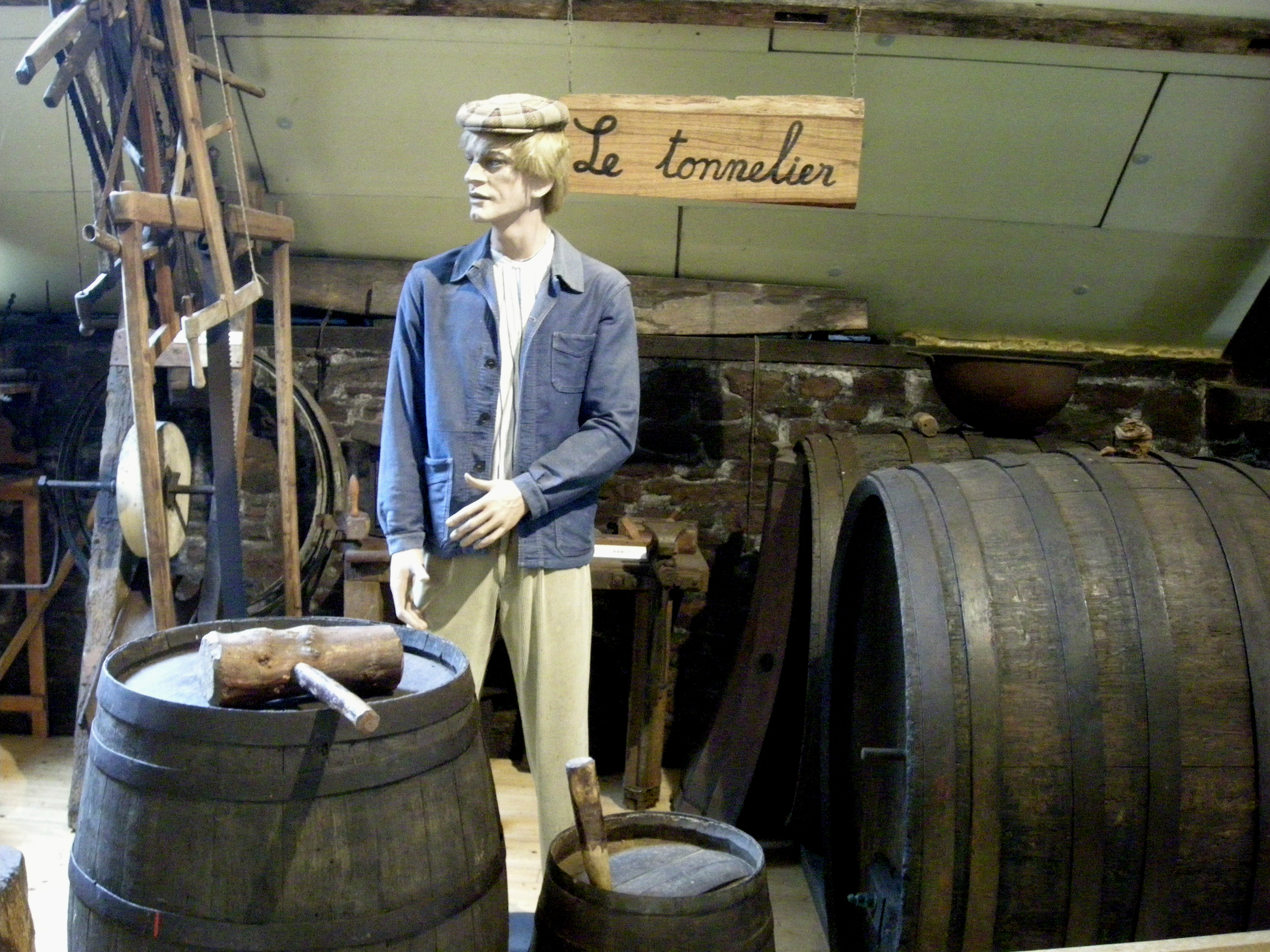
Le Tonnelier et son univers cidrerie en Normandie

Actuellement, le tonneau est principalement utilisé pour l’élevage du vin et des alcools en fûts de chêne.
Bien qu'aucune machine n'ait pu remplacer complètement l'homme dans la fabrication des barriques, il reste aujourd'hui de nombreuses tonnelleries dans le monde, notamment en France, dont la majorité allient une fabrication mécanique et manuelle.

## Chiffres de fabrication

### France
Il existe plus de 150 entreprises de tonnellerie en France, ce qui représente environ 1 500 personnes employées dans le monde de la tonnellerie et 600 000 tonneaux produits. Cela fait de la France le leader mondial. Cinquante d'entre elles sont regroupées dans la fédération française de la tonnellerie, créée en 1978 et représentent 90% de la production.
Elles sont principalement situées sur les cinq bassins viticoles majeurs, :
- Aquitaine : une douzaine de tonnelleries dont : Allary, Boutes, Bel Air, Charloi, Demptos, Doreaux, Nadalie, Saury, Sylvain;
- Bourgogne : une quinzaine de tonnelleries dont Berthomieu, Billon, Cadus, Cavin, Chassin, Damy, Dargaud et Jaegle, François Frères, Gillet, Remond, Rousseau, Seguin-Moreau, Sirugue, Taransaud, Tonnellerie de Marsannay, Tonnellerie de Mercurey, ;
- Charente : une douzaine de tonnelleries dont Boutes, Radoux, Seguin-Moreau, Taransaud, Vicard;
- Loire : Tonnellerie du val de Loire, Baron ;
- Rhône : Bouyoud, Vallaurine, Villard.
- Occitanie : Tonnellerie Orion

| Tonnellerie                                         | Chiffre d'affaires en milliers d'euros | Appartenance à un groupe | Date des données |
| --------------------------------------------------- | -------------------------------------- | ------------------------ | ---------------- |
| Société Seguin Moreau et Compagnie                  | 61 371                                 | Oeneo                    | 2018             |
| Tonnellerie Taransaud                               | 53 682                                 |                          | 2018             |
| Tonnellerie François Fréres                         | 37 686                                 | Groupe TFF               | 2019             |
| Dargaud et Jaegle                                   | 29 244                                 |                          | 2019             |
| Tonnellerie Ludonnaise (Nadalié)                    | 27 526                                 |                          | 2018             |
| Tonnellerie Sylvain                                 | 26 810                                 |                          | 2018             |
| Tonnellerie Boutes                                  | 26 536                                 |                          | 2019             |
| Tonnellerie Vicard                                  | 26 033                                 |                          | 2010             |
| Tonnellerie de France                               | 24 927                                 |                          | 2018             |
| Tonnellerie Demptos                                 | 22 871                                 | Groupe TFF               | 2018             |
| Tonnellerie Radoux                                  | 22 006                                 | Groupe TFF               | 2018             |
| Merrain International (ex Tonnellerie de Marsannay) | 18 167                                 |                          | 2018             |
| Tonnellerie du Monde                                | 17 870                                 |                          | 2015             |
| Dargaud et Jaegle                                   | 16 091                                 |                          | 2019             |
| Tonnellerie Doreau                                  | 12 372                                 |                          | 2017             |
| Tonnellerie Rousseau Père et Fils                   | 12 131                                 |                          | 2019             |
| Tonnellerie Damy Père et Fils                       | 12 183                                 |                          | 2018             |
| Cadus                                               | 11 532                                 |                          | 2018             |
| Tonnellerie de Mercurey                             | 11 350                                 |                          | 2018             |
| Maison Charlois                                     | 11 470                                 |                          | 2009             |
| Tonnelerie Remond                                   | 11 055                                 |                          | 2011             |
| Brive Tonneliers                                    | 10 584                                 | Groupe TFF               | 2018             |
| Tonnellerie Baron                                   | 9 402                                  |                          | 2018             |
| Tonnellerie Vincent Darnajou                        | 6 491                                  | Groupe TFF               | 2019             |
| Tonnellerie Allary                                  | 6 387                                  |                          | 2015             |
| Tonnelerie Bel Air                                  | 6 325                                  |                          | 2018             |
| Bouyoud                                             | 6 114                                  | Groupe TFF               | 2019             |
| Tonnellerie Billon                                  | 5 856                                  |                          | 2018             |
| Atelier Centre France Tonnellerie                   | 4 767                                  |                          | 2018             |
| Tonnellerie Berger et Fils                          | 4 449                                  | Groupe TFF               | 2018             |
| Tonnellerie Bossuet                                 | 4 244                                  |                          | 2018             |
| Tonnellerie Siruge                                  | 4 211                                  |                          | 2016             |
| Tonnellerie de l'Adour                              | 4 116                                  |                          | 2018             |
| Tonnellerie Cavin                                   | 3 870                                  |                          | 2018             |
| Tonnelerie Gilet                                    | 3 928                                  |                          | 2015             |
| Tonnellerie de Jarnac                               | 3 786                                  |                          | 2019             |
| Tonnellerie Meyrieux                                | 3 636                                  |                          | 2018             |
| Tonnellerie Darnajou                                | 3 581                                  |                          | 2019             |
| Chassin Père et Fils                                | 3 532                                  |                          | 2015             |

Ces entreprises sont aujourd'hui prospères, et exportent 75 % de leur fabrication dans le monde entier, dont la moitié aux États-Unis d'Amérique. Certaines tonnelleries sont cotées en Bourse, ce qui en fait un des métiers les plus dynamiques de l'industrie du bois. La tonnellerie représente le premier marché du bois de chêne français, avec 300 000 m3 de grumes achetées en 2014.
| Année | Nombre de fûts |
| ----- | -------------- |
| 2018  | 670 000        |
| 2015  | 592 300        |
| 2013  | 550 000        |
| 2012  | 525 100        |
| 2011  | 500 000        |

### Monde
D'immenses tonnelleries mécanisées existent aux États-Unis pour la fabrication des fûts à whisky. Il existe des tonnelleries au Portugal, en Espagne, en Italie, en Irlande, en Suisse, en Autriche, en Hongrie, et dans la plupart des régions vinicoles traditionnelles.

## Fabrication
Le tonnelier utilise le plus fréquemment du chêne pour la fabrication d'un tonneau. 
Le bois est d'abord préparé par un merrandier en douelles, qui seront assemblées, chauffées et resserrées à l'aide d'un cable et de cercles en fer. Sont ensuite insérées les fonds , puis le trou de bonde et de broquereau percés. Les principales étapes de la fabrication d'un tonneau sont ainsi le dressage, le trempage, le cintrage, le cerclage, le rognage-rainurage, la pose de la bonde.

## Capacités des fûts

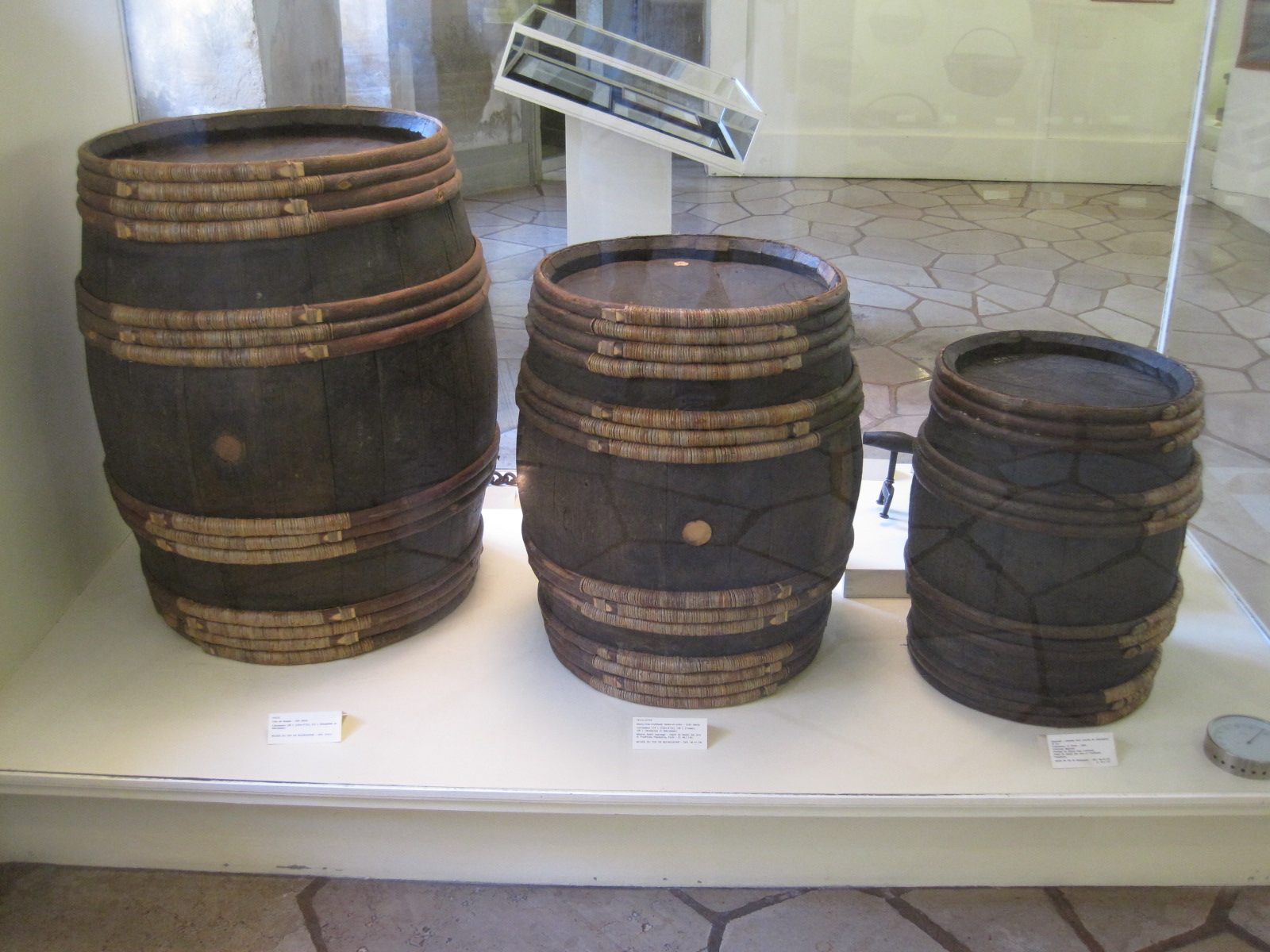
Pièce de 228 litres, feuillette de 114 litres et quartaut de 57 litres exposés au musée du vin de Bourgogne de Beaune.

L'histoire et la géographie des régions viticoles ont donné naissance à une grande diversité de contenances. Les capacités varient ainsi en fonction de l'utilisation, de quelques dizaines à plusieurs centaines de litres. Ces volumes sont cependant standardisés à l'intérieur même des régions, mais on retrouve des dénominations différentes, et des variations de volumes d'une région à l'autre.